# Thunderbolts of Fate
Thunderbolts of Fate er en amerikansk stumfilm fra 1919 af Edward Warren.

## Medvirkende
- House Peters som Robert Wingfield
- Anna Lehr som Eleanor Brewster
- Ned Burton
- Wilfred Lytell som Clifford Brewster
- Ben Lewin som Edward Brewster